# سرمایه در گردش
سرمایه در گردش (به انگلیسی: Working capital) از شاخص‌های مالی است، که با کسر کردن بدهی‌های جاری یک شرکت از دارایی‌های جاری محاسبه می‌شود و اغلب نقدینگی عملیاتی را در اختیار شرکت‌ها، سازمان‌ها یا نهادهای دولتی قرار می‌دهد. سرمایه در گردش مجموعه مبالغی است، که در دارایی‌های جاری یک شرکت سرمایه‌گذاری می‌شود. مدیریت سرمایه در گردش عبارت است از تعیین حجم و ترکیب منابع و مصارف سرمایه در گردش، به‌نحوی که دارایی‌های سهام‌داران در طول زمان همواره افزایش یابد. شرکت‌ها می‌توانند با به‌کارگیری استراتژی‌های گوناگون در رابطه با مدیریت سرمایه در گردش، میزان نقدینگی شرکت را تحت تأثیر قرار دهند و این استراتژی‌ها را میزان ریسک و بازده آنها مشخص می‌کند.